# Dumnònia
Dumnònia fou un regne que va existir en l'època de a la Britànnia postromana entre els segles IV i VIII, situat a l'extrem sud-oest d'Anglaterra. El seu territori se centrava en l'àrea coneguda actualment com a Devon més les zones frontereres de Somerset i potser de Dorset, que aleshores era la frontera oriental, i incloïa Cornubia o Cornualla. Estava poblat per gent d'ètnia celtobritana, ja que eren els descendents dels dumnonii i dels cornovii, una subtribu de les anteriors. En època romana va ser un país semi independent, i posteriorment va quedar reduïda mentre anava caient sota control dels anglosaxons entre els segles VII i X,els quals l'anomenaven Regne de Gal·les Occidental.

## Orígens del nom

Tribus celtes del sud de Britànnia durant l'època romana

El regne rep el nom dels dumnonii, una tribu celta que vivia al sud-oest de la Gran Bretanya quan els romans arribaren per conquerir l'illa, segons diu la Geographia de Claudi Ptolemeu. Les variants del nom Dumnonia inclouen Domnonia i Damnonia, aquesta última usada per Gildas de Rhuys en el segle vi com a joc de paraules de crítica i menyspreu al governant contemporani de la zona, Constantí. El nom té origen etimològic en l'arrel protocèltica *dumno-, que vol dir "profund" i "món". Hi ha grups humans amb noms semblants a Escòcia (els damnonii) i a Irlanda (Fir Domnann). Més tard, l'àrea fou coneguda pel veí regne anglosaxó de Wessex com a Regne de Gal·les Occidental, i els seus habitants foren coneguts com a Defnas (gent de Dumnònia). En gal·lès antic, i de manera semblant en britànic sud-occidental, era Dyfneint aquesta és la forma que es manté avui en el nom del comtat de Devon (gal·lès modern: Dyfnaint, còrnic: Dewnans).
Entre els segles V i VI es va produir una emigració d'habitants del sud-oest de Britànnia cap a l'Armòrica, situada a l'altra banda del canal de la Mànega, i es va formar a la costa continental atlàntica un regne germà anomenat Domnonea (bretó: Dumnonea, francès: Domnonée) que posteriorment fou conegut com a Bretanya (bretó: Breizh, francès Bretagne), un nom que deriva del francès Grande-Bretagne encunyat per a distingir l'illa de Bretanya d'aquest territori. S'especula que els dumnonii van veure la fi de l'Imperi Romà com una oportunitat d'establir el seu control en noves àrees i per això van emigrar.

## Abast territorial

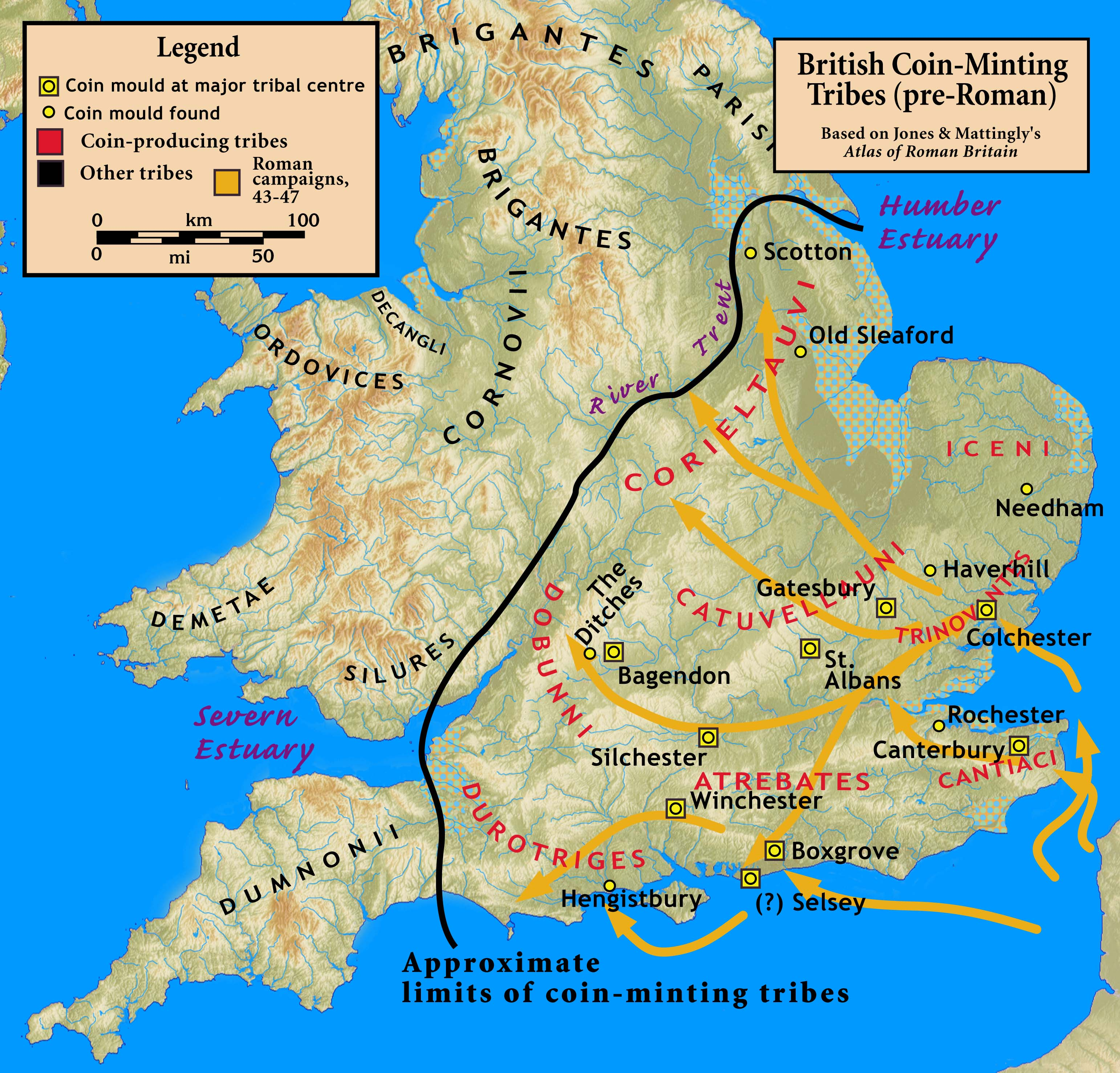
Llocs on s'han trobat les monedes que feien servir els dobunnes i els durotriges.

Sembla que abans de l'arribada dels romans, els dumnonii havien habitat un territori que abastava des de la península de l'extrem sud-oest de la Gran Bretanya fins al riu Parrett, a l'est, on actualment està el comtat de Somerset i el riu Axe, en l'actual comtat de Dorset, a jutjar per la distribució dels llocs on s'han trobat monedes encunyades pels dobunni i els durotriges. En l'època romana hi havia un límit provincial entre l'àrea governada d'Exeter i els governats de Dorchester i Ilchester.
En el període posterior a la dominació romana la frontera oriental de Dumnònia no és clara. El límit pot haver estat format per l'oest del Wansdyke, el bosc de Selwood i el Bokerley Dyke. Així, potser Dumnònia va ocupar en els primers temps els territoris de Cornualla, Devon, i la major part de Somerset i Dorset. Si és així, Dumnònia hauria inclòs llocs com Glastonbury i South Cadbury. Aquesta frontera va ser empesa gradualment cap a l'oest a causa de la creixent expansió de Wessex.

## Cultura i activitat econòmica

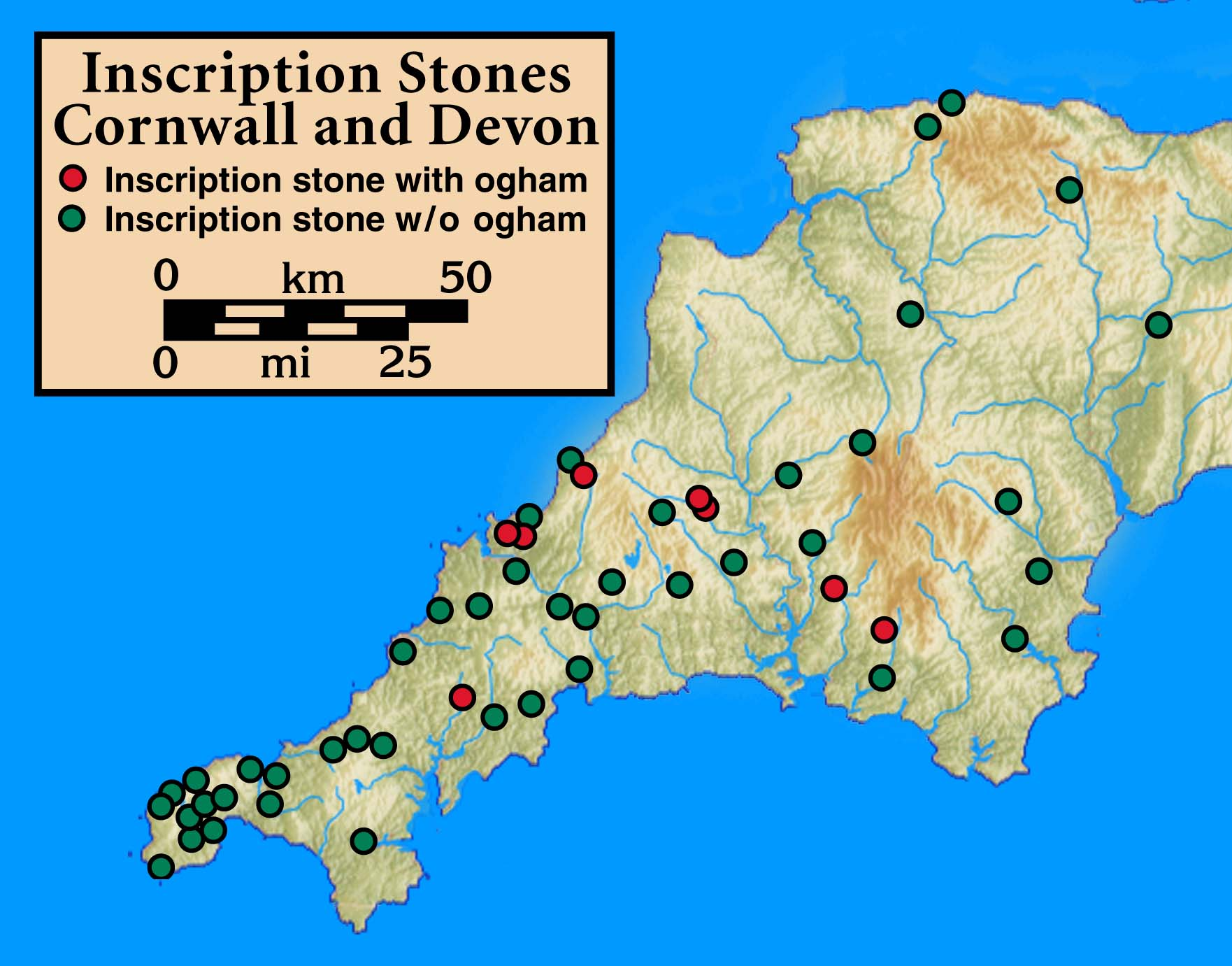
Pedres amb inscripcions trobades a Cornualla i a Devon.

Els dumnonis preromans van tenir relacions comercials amb l'Armòrica, els altres territoris del canal de la Mànega, amb Gal·les i amb l'illa d'Irlanda, cosa que es dedueix de la terrissa que produïen.
A Dumnònia probablement es parlava un dialecte sud-oriental de les llengües britòniques similar a l'avantpassat del còrnic i del bretó moderns. La presència dels déisi (immigrants irlandesos) s'evidencia per les inscripcions trobades en pedres, fetes amb l'alfabet ogham, confirmada i completada pels estudis toponímics.
A part de la pesca i l'agricultura, el principal recurs econòmic dels dumnonis era la mineria de l'estany, que era exportat des de l'antiguitat des del port d'Ictis (St Michael's Mount o Mount Batten). L'explotació de l'estany va continuar durant l'ocupació romana i va arribar al seu punt àlgid en el segle iii. L'àrea va mantenir contactes amb la Gàl·lia i la Mediterrània després de la retirada dels romans, i és probable que l'estany tingués un paper important en aquest comerç. S'ha excavat terrissa postromana importada arreu de la regió. Un augment evident a finals del segle v d'importacions romanes d'Orient i mediterrànies encara no s'han explicat satisfactòriament.
El cristianisme sembla haver sobreviscut a Dumnònia després de la sortida romana de la Gran Bretanya, confirmat per la trobada d'una sèrie de cementiris cristians de l'època romana tardana. En els segles V i VI la zona va ser evangelitzada suposadament pels fills de Brychan i els sants d'Irlanda com sant Piran, i de Gal·les, com sant Petroc o sant Keyne. Hi va haver importants monestirs a Bodmin i a Glastonbury; i també a Exeter, on s'han descobert enterraments del segle v a prop de la catedral que probablement representen el cementiri dels fundadors que assistiren Bonifaci de Fulda (encara que hi ha controvèrsia sobre si era saxó o britànic). Esporàdicament, els bisbes de Cornualla són anomenats en diverses fonts documentals fins que Dumnònia fou adscrita a la seu de Canterbury a mitjans del segle ix. L'organització en parròquies es va desenvolupar posteriorment, en l'època normanda.

## Assentaments

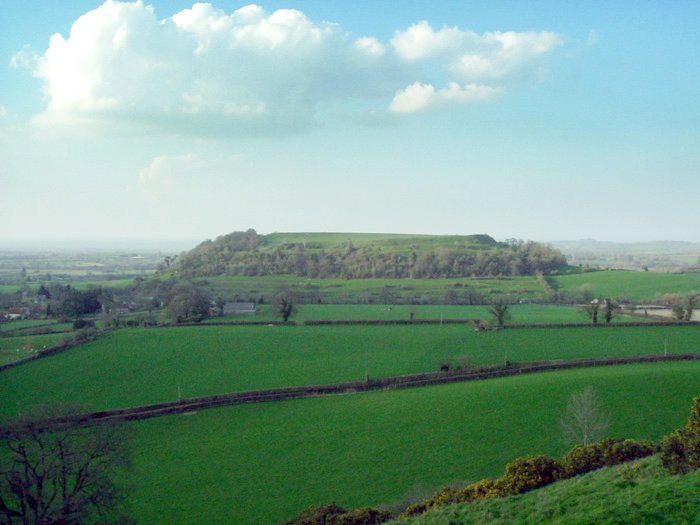
El turó de Cadbury Castel, Somerset.

En època preromana els dumnonis van tenir sobretot una economia de subsistència, sense les elits dominants, i amb moltes granges individuals. Pels voltants de l'any 55, els romans hi van establir una fortí de legionaris a Isca Dumnoniorum, la moderna Exeter, però la zona a l'oest d'Exeter es va mantenir en gran part no romanitzada.
La majoria de Dumnonia destaca per la manca de vil·les romanes emprades com a sistema d'explotació agrària, encara que n'hi va haver un nombre substancial al sud de Bath, a prop d'Ilchester i pels nombrosos assentaments que han sobreviscut del període romà. Igual que en altres àrees britàniques, les fortificacions en turons típics de l'edat del ferro, es van ser aprofitar i reforçar en l'època romana i més tard transformats en castells, com el de Cadbury, per a l'ús dels caps o reis, i altres assentaments importants com Tintagel semblen haver estat reconstruïts durant el període. Els estudis arqueològics han posat de manifest que la unitat d'assentament pròpia dels dumnonis eren granges aïllades, anomenades localment rounds, les quals semblen haver sobreviscut a la sortida romana de Britànnia, i que van ser reemplaçades posteriorment, durant els segles VI i VII per altres sense tanques ni marges que marquin els límits de cada finca. Aquestes granges es reconeixen per portar en el seu nom el prefix brità tre(f)-.
Exeter, coneguda pels britans com a Caer Uisc, fou la seu d'una important catedral saxona, però anteriorment va ser la seu dels dumnonis, fins que al segle x, Athelstan rei dels anglosaxons, els va expulsar. A finals del segle ix, la seu reial es va traslladar més a l'oest, durant l'expansió de Wessex, cap a Lis-Cerruyt (actualment Liskeard). Es creu que els comtes còrnics del segle x van traslladar la seva seu a Lostwithiel, després que Liskeard caigués en mans de Wessex. S'ha suggerit que els governants de Dumnònia tenien una cort itinerant, i que habitaven en diverses residències reials, com ara Tintagel i el castell de Cadbury, en diferents moments de l'any, i que possiblement en tenien d'altres situades a l'altra banda del canal de la Mànega, a Bretanya. Hi ha proves arqueològiques i textuals que els districtes com Trigg van ser utilitzats a tota la regió militarment per acollir hosts en temps de guerra, probablement incloent tropes estrangeres, fet evidenciat pels topònims corresponents a la Bretanya, un motiu recurrent als mites del cicle artúric, com el de Tristany i Isolda.

## Història i governants

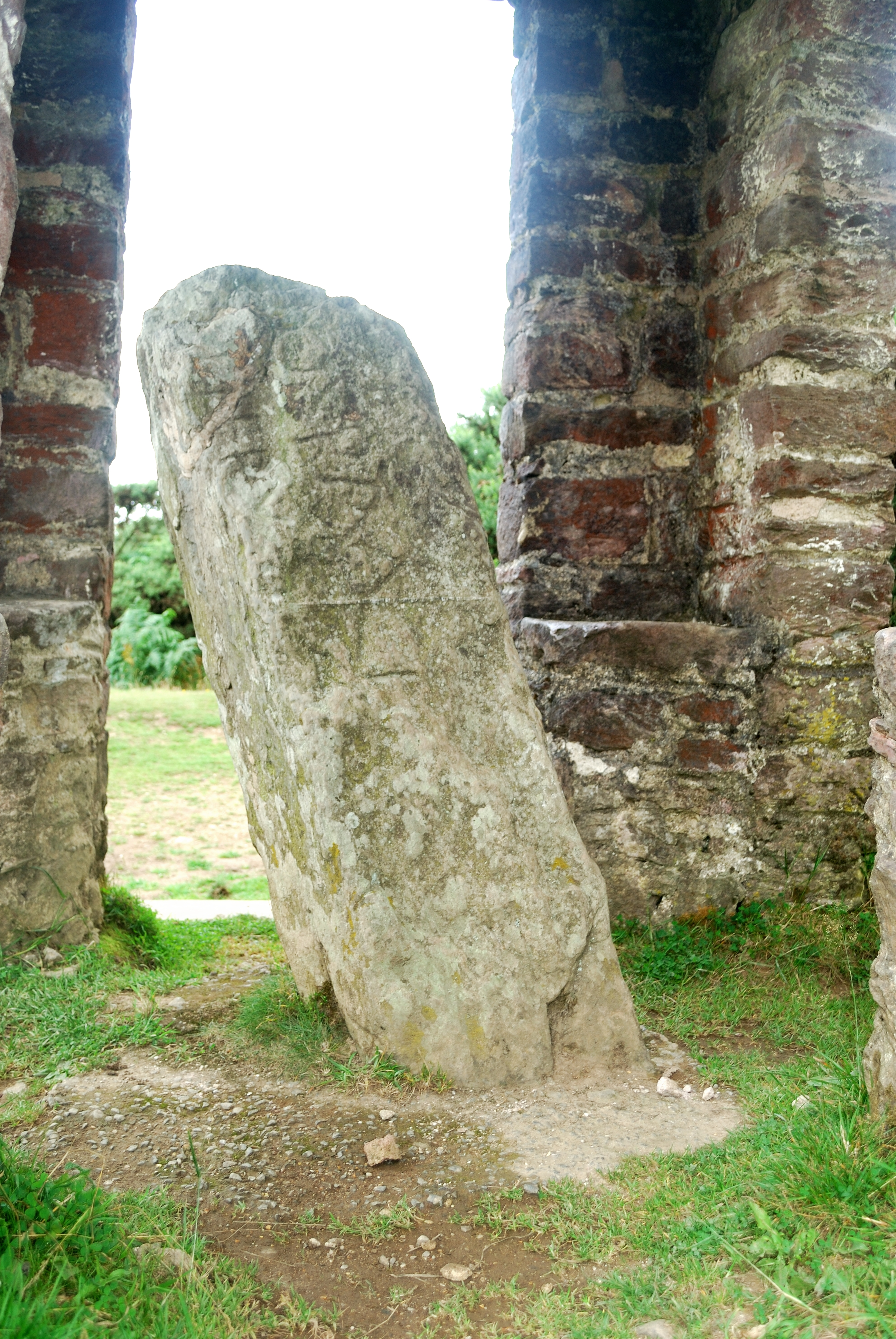
Pedra de Caratacus

Encara que vers el 78 Dumnònia va estar subjugada, la població local potser va mantenir l'autogovern, i també durant l'època de dominació romana. Geoffrey de Monmouth va afirmar que el governant de Dumnònia, potser durant el període 290-305, va ser Caradoc (Caratacus), que deia que havia estat l'assessor de confiança d'Eudaf Hen (Octavi el Vell). Si no es tracta d'una figura totalment llegendària, Caradoc no hauria estat un rei en el veritable sentit, sinó que hauria tingut un càrrec important dins de l'administració romana. És possible que la "pedra de Caradacus" trobada a Withypool, prop de Dulverton, amb la inscripció Carataci nepus--- ("parent de Caradoc"), fos la inscripció d'un dels seus descendents col·laterals.
Després de la retirada dels romans, la història de Dumnònia és poc coneguda, encara que la seva posició geogràfica li ha permès sobreviure durant segles. La història postromana de Dumnònia prové d'una gran varietat de fonts i és difícil d'interpretar atès que hi ha una gran varietat de fonts en gal·lès antic i llatí farcides de fets històrics, llegendes i pseudohistòries confuses. Les principals fonts disponibles per a la discussió d'aquest període inclouen l'obra de Gildas de Rhuys De Excidio Britanniae i la de Nennius Historia Brittonum, la Crònica anglosaxona, els Annales Cambriae, la Historia Regum Britanniae de Guillem de Malmesbury, De Antiquitate Glastoniensis Ecclesiae, texts del Llibre negre de Carmarthen i del Llibre vermell de Hergest, més la Historia ecclesiastica gentis Anglorum de Beda, el poema Bonedd Gwŷr y Gogledd ("El Descens dels Homes del Nord", ) i el Llibre de Baglan.

### Connexions artúriques
Sovint s'ha dit que el rei Artús havia estat membre de la casa reial de Dumnònia, ja que el seu avi segons la tradició, Constantí, és identificat amb el Constantí denunciat per Gildas de Rhuys com a "cadell tirà de la bruta lleona de Damnònia". Geoffrey de Monmouth afirmava que Artús fou concebut al castell de Tintagel. Erbin i el seu fill, Geraint (o Gerren) apareixen al conte artúric Gerant i Enid com a governants "a l'altra banda del Severn" (de Caerleon). Hi ha debat sobre el fet que si realment es va produir la victòria d'Artús a la batalla del Mont Badon contra els anglosaxons. Alguns historiadors creuen que la batalla en realitat es va dur a terme a Bath. Geoffrey de Monmouth afirma que la batalla definitiva de Camlann va tenir lloc a Cornualla; la tradició senyala Slaughter Bridge vora Camelford.
Alguns historiadors, com Lloyd Laing i Leslie Alcock creuen que potser Gildas va confondre els dumonii amb els damnonii del nord que van habitar el territori de l'actual Escòcia; llavors la crítica aniria dirigida a Constantí d'Escòcia i tota relació amb el rei Artús no tindria sentit, mentre que Thomas D. O'Sullivan considera poc probable que Gildas s'equivoqués.

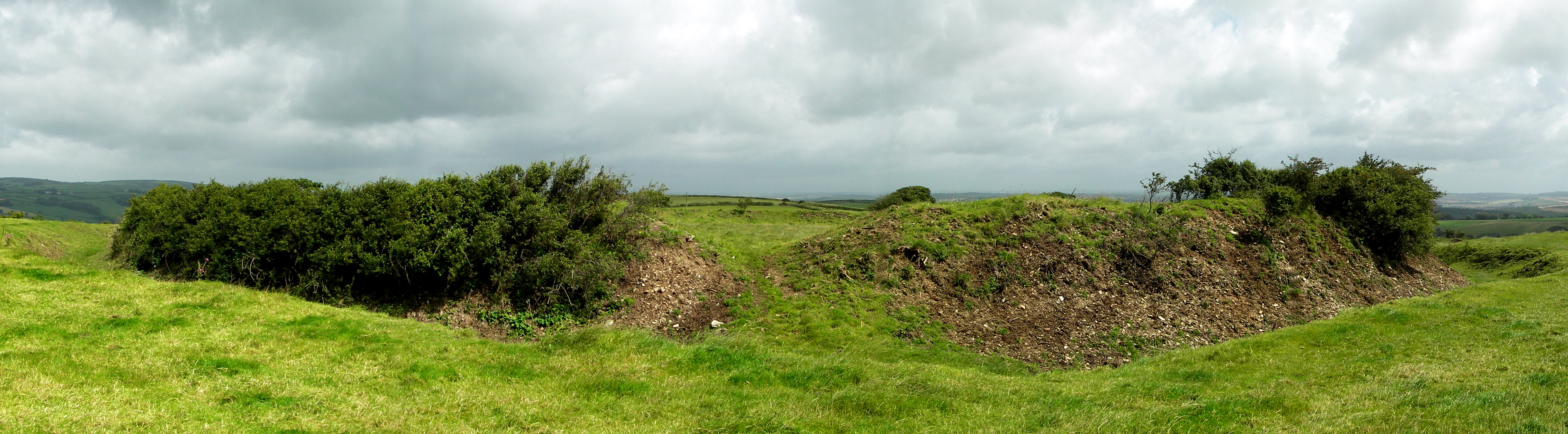
Panorama de Castle Dore, Cornualla

### Conflicte amb els saxons
Els britans de Dumnònia van ser separats dels seus aliats de Gal·les després de la victòria de Ceawlin de Wessex a Dyrham el 577, però a mesura que els viatges per mar eren menys accidentats que els viatges per terra, el cop no fou tan greu, i sembla que les rutes comercials principals es van mantenir a través dels ports marítims de la veïna Bretanya, aviat absorbida a França. Clemen podia haver estat el rei dels britans a la batalla de Beandun (possiblement Bindon vora Axmouth, a Devon) el 614. Tanmateix, Bampton a Oxfordshire també ha estat identificada com l'indret de la batalla. L'antic lloc de la batalla suggereix que l'exèrcit dels dumnonis va envair Wessex usant la via romana d'Exeter a Dorchester i fou interceptat per una guarnició saxona que marxava cap al sud.
La Flores Historiarum, atribuïda incorrectament a Mateu de Westminster, estableix que els britans encara dominaven Exeter el 632 i la van defensar ferotgement dels atacs de Penda de Mèrcia, fins que Cadwallon se'n va fer càrrec de la defensa i va derrotar els mercis causant "una gran massacre en les seves tropes". Tanmateix, això es basa en una pseudohistòria de Geoffrey de Monmouth.
Cap al 652 Cenwalh de Wessex va fer un gran avanç sobre les línies defensives de Dumnònia a la batalla de Bradford-upon-Avon. la victòria dels saxons occidentals a la batalla de Peonnum (postser l'actual Penselwood a l'est de Somerset), cap al 658, resultà amb la captura pels saxons "tant lluny de Parrett" i la part oriental de Dumnònia romandrà ja annexada a Wessex. Els saxons potser es van expandir cap a l'oest de Somerset després d'una batalla el 661 a Posentesburh (possiblement Posbury vora Crediton, a Devon). El 682 van "avançar cap al mar", però no és clar que fos així. El 705 es va establir un bisbat a Sherborne per a l'àrea occidental dels saxons de Selwood. El 710 hi hagué una batalla entre Geraint de Dumnònia i el rei Ine de Wessex.
Els Annales Cambriae recullen una gran derrota de les forces saxones a Cornualla el 722. Cap al 755 el territori dels "Defnas" era fortament pressionat per l'exèrcit saxó. Les campanyes d'Egbert de Wessex a Devon entre 813 i 822 probablement assenyalava la conquesta de la Dumnònia insular i el resultat va ser un estat reduït a l'actual Cornualla. El bisbat de Bodmin va reconèixer l'autoritat de Canterbury el 870 i l'últim rei còrnic conegut, Dunyarth, va morir el 875. El marge oriental del riu Tamar fou fixat com a frontera entre Cornualla i Devon per Æthelstan el 936.

### Assimilada per Anglaterra
Dumnònia era una part prou coneguda del món d'Aldhelm, darrer bisbe de Sherborne, segons una carta que va enviar el 680 al rei Geraint pel tractar el tema de la data de Pasqua, i encara que Geraint fou derrotat per Ine de Wessex el 710, el regne va sobreviure. Tanmateix, cap al 813 Dumnònia es va veure tan asfixiada per les incursions de Wessex que va deixar d'existir de manera efectiva. El reducte brità fou conegut com a Cerniu, Cernyw, o Kernow i pels anglosaxons com a Cornualla o "Gal·les Occidental".
Egbert de Wessex va obtenir victòries importants a la zona el 813. El 822 es va dur a terme una batalla entre els "gal·lesos", presumiblement de Cornualla, i els anglosaxons. La Crònica anglosaxona afirma:- "Els Westwealas (còrnics) i els homes de Defnas (Devon) lluitaren a Gafulforda" (potser Galford a l'oest de Devon). Tanmateix, no es fa esmena de qui va guanyar ni de qui va perdre, o si els homes de Cornualla i Devon lluitaven entre ells o en el mateix bàndol. Els gal·lesos occidentals es van rebel·lar novament el 838 amb suport dels danesos, però foren derrotats per Egbert a Hingston Down, localitzada vora Gunnislake o bé a Moretonhampstead. Cap al 880 Wessex havia aconseguit el control de la major part de Cornualla, on Alfred el Gran hi tenia possessions.
El 927, segons els escrits de Guillem de Malmesbury del 1120, Athelstan va expulsar els còrnics d'Exeter i potser de la resta de Devon: "Exeter fou netejada de la seva contaminació per l'extermini d'aquesta raça bruta".
El 936 es va establir la frontera entre Anglaterra i Cornualla al marge oriental del riu Tamar.
Encara que la cronologia de l'expansió de Wessex en Dumnònia no és clara, Devon va ser completament absorbida per Anglaterra durant el regnat d'Eduard el Confessor.
En el període previ a la conquesta normanda d'Anglaterra del 1066 hi ha referències al governant Cadoc de Cornualla. Fou el darrer comte de Cornualla nadiu i fou deposat per Guillem el Conqueridor, que va posar fi de manera efectiva als darrers vestigis de monarquia dumnoniana. Tanmateix, Cornualla mostrava un tipus d'assentament molt diferent al de Wessex, i fins i tot després del 1066 molts indrets continuaren rebent el seu nom còrnic de tradició celta, alhora que l'arquitectura saxona va ser poc freqüent a Cornualla. El topònim anglosaxó més antic dels localitzats a l'oest del Tamar data del 1040.
Se suposa que la regió de Cornualla (en bretó Kernev) a l'actual Bretanya deu el seu nom a descendents còrnics del regne de Domnonea, afí a l'antiga Dumnònia, però actualment ha perdut les seves fronteres dins els actuals departaments francesos.